# Benoît Mandelbrot
(Dalle TED Conferences 2010, febbraio 2010)
Benoît Mandelbrot (Varsavia, 20 novembre 1924 – Cambridge, 14 ottobre 2010) è stato un matematico polacco naturalizzato francese, noto per i suoi lavori sulla geometria frattale.

## Biografia
Nato in Polonia da una famiglia ebraica di origini lituane, ha vissuto in Francia per buona parte della sua vita. La famiglia aveva una forte tradizione accademica: sua madre era laureata in medicina e suo zio Szolem Mandelbrot era un famoso matematico specialista in analisi matematica; suo padre si occupava della vendita di abiti. Nel 1936 la famiglia lasciò la Polonia per Parigi. A Parigi fu iniziato alla matematica dai suoi due zii, che contribuirono alla sua istruzione e formazione, sia scientifica che umanistica. Nel 1939, a causa dello scoppio della guerra, si trasferì con la famiglia a Tulle, un paesino della Francia centrale, dove si diplomò nel 1942.
Educato in Francia, ha sviluppato la matematica di Gaston Julia e ha dato inizio alla rappresentazione grafica di equazioni su computer. Mandelbrot è il fondatore di ciò che oggi viene chiamata geometria frattale e ha dato il proprio nome a una famiglia di frattali (detti appunto frattali di Mandelbrot) e a un particolare insieme (detto insieme di Mandelbrot). A partire dai primi anni sessanta e fino ai giorni nostri l'applicazione della geometria frattale a questioni economiche ha condotto Mandelbrot a mettere in discussione alcuni consolidati fondamenti dell'economia classica e della finanza moderna, quali l'ipotesi di razionalità dei comportamenti degli agenti economici, l'ipotesi dell'efficienza del mercato, e quella secondo cui i movimenti dei prezzi di mercato sono descrivibili come un cammino casuale (random walk) in analogia al moto browniano di una particella in un fluido.
Mandelbrot scoprì il suo frattale quasi per caso nel 1979, mentre conduceva degli esperimenti per conto del Thomas J. Watson Research Center dell'IBM, dove, con l'aiuto della computer grafica, poté dimostrare che il lavoro di Julia del 1918 (che suo zio gli aveva consigliato nel 1945), poteva essere uno dei frattali più affascinanti; una delle numerose curiosità del frattale di Mandelbrot è che esso comprende, pur nella sua semplicissima formula, anche il frattale di Julia.
I suoi lavori sui frattali in quanto matematico impiegato all'IBM gli hanno fruttato una "Emeritus Fellowship" ai laboratori di ricerca T. J. Watson. L'analisi frattale delle variabili economiche e finanziarie ha portato nell'ultimo decennio alla nascita della cosiddetta finanza frattale, nella quale secondo lo stesso Mandelbrot sono attualmente impegnati almeno un centinaio di ricercatori. Altri ricercatori sono impegnati nel più vasto campo dell'econofisica. Mandelbrot dimostrò anche che i frattali possono essere la chiave di lettura delle forme presenti in natura, dando il via a una sezione della matematica che studia la teoria del caos.
Nel 1993 gli è stato conferito il prestigioso Premio Wolf per la fisica, "per aver trasformato la nostra visione della natura". Il 19 marzo 2007 ha tenuto una "Lectio Magistralis" dal titolo Il liscio, il ruvido e il meraviglioso durante il Festival della Matematica a Roma.

Numerose università del mondo gli hanno conferito la laurea honoris causa; in Italia l'Università degli studi di Bari gliene ha conferita una in medicina e chirurgia il 13 novembre 2007 con la seguente motivazione: "La visione altamente unificante del fenomeno della vita che ci offre il professor Mandelbrot, si riflette in campo medico con un approccio unitario, prima sconosciuto, alla malattia e alla persona malata". In occasione del conferimento della laurea, il prof. Mandelbrot ha tenuto una lectio magistralis intitolata "Fractals in Anatomy and Physiology", nella quale fra l'altro affermava: 
Mandelbrot muore il 14 ottobre 2010, all'età di 85 anni, a causa di un cancro del pancreas.

## Scritti
- (1967): How Long Is the Coast of Britain? Statistical Self-Similarity and Fractional Dimension; Science (trad. italiana in volume tascabile, col medesimo titolo e testo a fronte, a cura di Giuseppe Gembillo, Armando Siciliano Editore, Messina 2007, pp. 38, ISBN 9788874424474)
- (1975): Gli oggetti frattali: forma, caso e dimensione
- (1982): The Fractal Geometry of Nature; W. H. Freeman & Co; ISBN 0-7167-1186-9
- (1990): La geometria della natura'; 2ª ed.; Theoria
- (2001, ediz. ampl. 2005): Nel mondo dei frattali; Di Renzo Editore, Roma
- (2004): The (Mis)Behavior of Markets: A Fractal View of Risk, Ruin, and Reward; Basic Books; ISBN 0-465-04355-0 (trad. it. Il disordine dei mercati: Una visione frattale di rischio, rovina e redditività; Einaudi 2005; ISBN 88-06-16961-0)
- (2014): La formula della bellezza. La mia vita di vagabondo della scienza. Rizzoli ISBN 978-88-17-07484-1

## Onorificenze
L'asteroide (27500) Mandelbrot